# Vegetali Ignoti
Vegetali Ignoti è stata una fanzine d'arte italiana fondata da Riccardo Paracchini e Luca Scarabelli, attiva dal 1995 al 2007.

## Storia
L'idea della rivista nacque dagli artisti Riccardo Paracchini e Luca Scarabelli nel 1994, in forma di quaderno, di cui il primo numero è stato pubblicato nel 1995. Ogni uscita raccoglieva testi critici, documenti vari e interventi realizzati appositamente da artisti italiani ed internazionali. I quaderni di Vegetali Ignoti sono stati pubblicati  fino al 2007, diffusi a mano tra gli artisti, per le gallerie d'arte o organizzando eventi. Vegetali Ignoti ha contribuito a creare uno spazio di riflessione e condivisione nel panorama artistico italiano offrendone una alternativa anche ironica. Tra i progetti originali si evidenziano l'intervista a Lea Vergine ed il numero 100 della rivista in collaborazione con Marco Cingolani. 
A ogni uscita era collegata la produzione di un gadget o di un multiplo d'artista.
Tra il 1998 e il 2007 l'attività di Vegetali ignoti ha realizzato la pagina di critica d'arte "Casi Umani" sulla rivista d'arte contemporanea Juliet (dal n. 87 al n. 135) la quale ha ospitato, oltre varie interviste, diversi interventi di Vegetali Ignoti dedicati alla Biennale di Venezia.
Nel 2010 è stato pubblicato un libro per Postmediabookin cui si raccontava:
Pur conosciuto come tale, gli autori hanno sempre affermato che Vegetali Ignoti non era un gruppo ma un progetto artistico.

## Artisti
Tra gli artisti che vi hanno partecipato, vi sono: Lea Vergine, Elio Grazioli, Elena di Raddo, Chiara Zocchi, Francesco Tedeschi, Roberto Vidali, Maurizio Medaglia, Roberto Cascone, Francesca Marianna Consonni, Roberto Limonta, Alessandro Castiglioni.